# Montafonerbahn AG

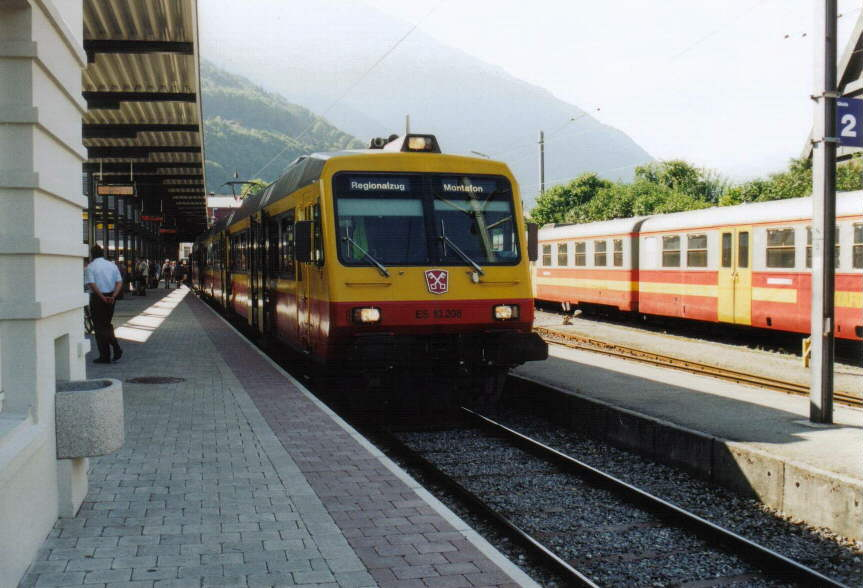
Pociąg Montafonerbahn

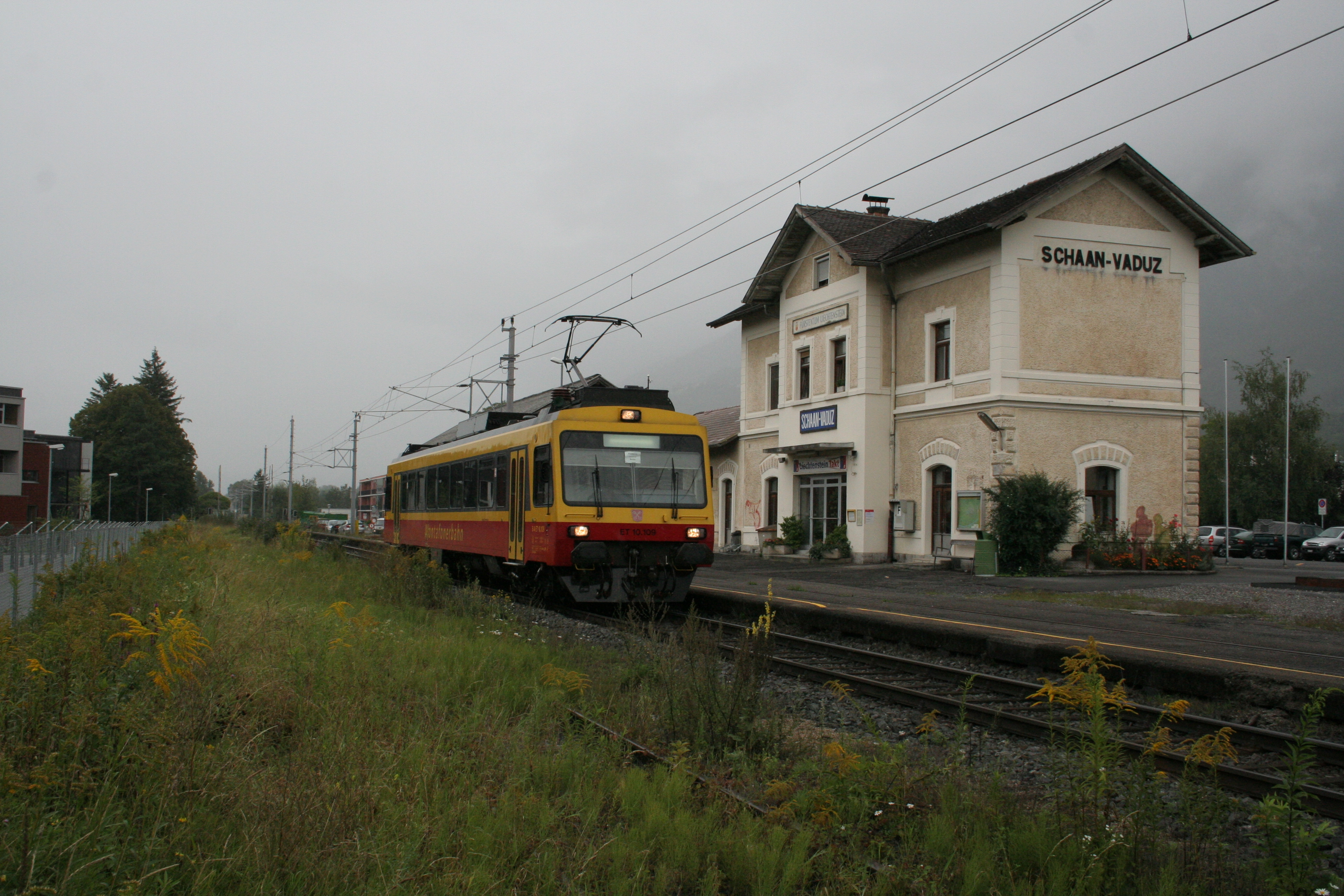
Pociąg Montafonerbahn w Schaan (Liechtenstein)

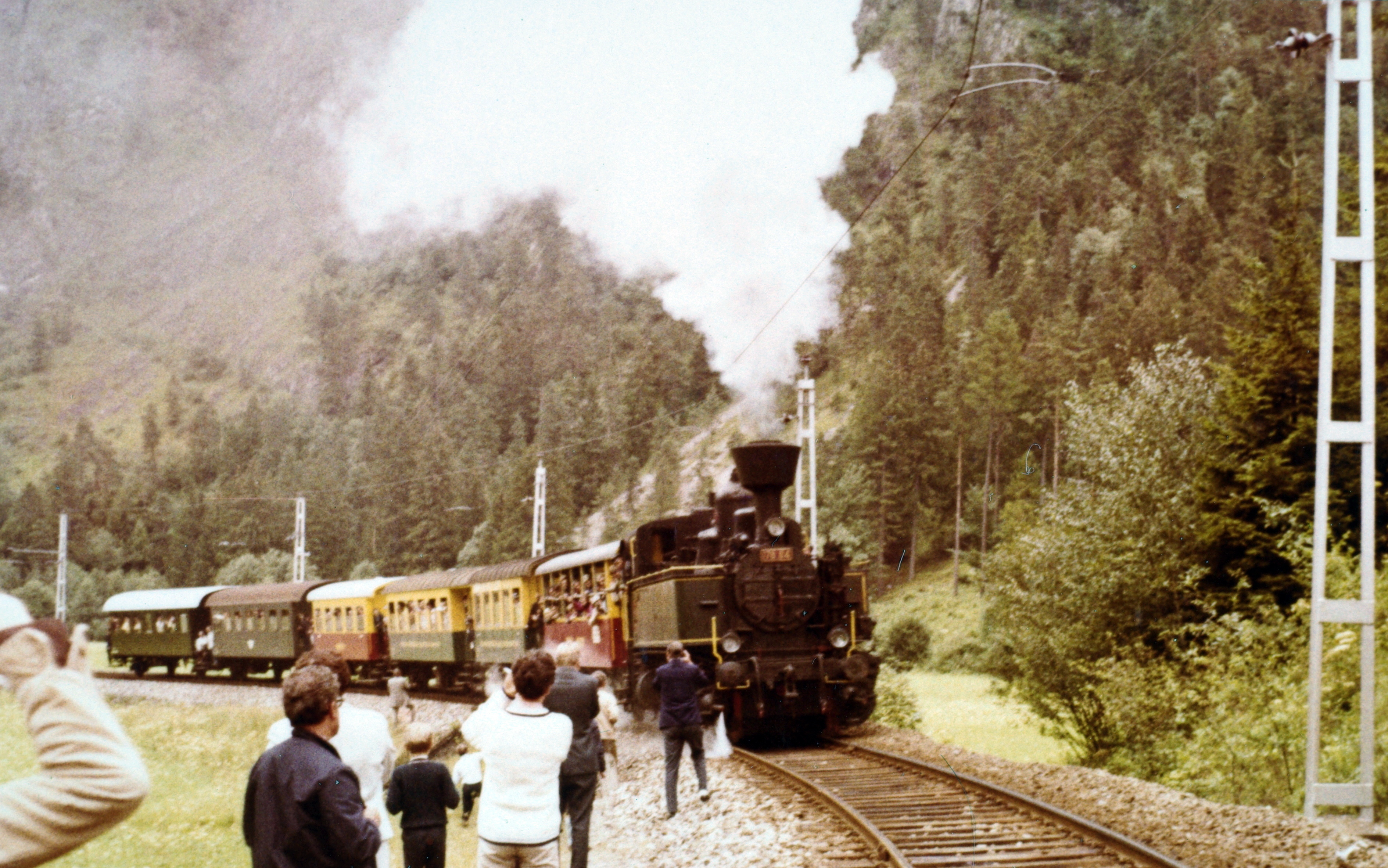
Parowy pociąg specjalny w 1972

Montafonerbahn AG (MBS) – prywatna firma transportowa w Austrii. Jest przede wszystkim właścicielem i operatorem kolei o tej samej nazwie łączącej Bludenz i Schruns w Vorarlbergu. Montafonerbahn AG (MBS) została założona w 1904 w Schruns. Głównym udziałowcem jest obecnie stowarzyszenie samorządowe Stand Montafon. Linia ma 12,8 km długości i biegnie górską doliną rzeki Ill.

## Historia
Planowanie i budowa rozpoczęły się wraz z otwarciem linii kolejowej Arlbergbahn, łączącej Innsbruck i Bludenz, w 1884. Kolej otwarto 18 grudnia 1905, jako jedyną prywatną w ówczesnej Austrii. Gruntowna modernizacja linii została przeprowadzona w 1972.
W latach 1990 i 1994 zakupiono dwa dwuosiowe wagony motorowe szwajcarskiego pochodzenia (seria NPZ, czyli SBB RBDe 560). W latach 2000–2001 zostały uzupełnione o dwa kolejne.
Część kursów na linii Montafonerbahn obsługują składy przewoźnika państwowego – Österreichische Bundesbahnen (ÖBB), natomiast składy Montafonerbahn jeżdżą poza linię macierzystą – do Feldkirch i Buchs w Szwajcarii.

## Autobusy
W 2005 Montafonerbahn przejęła 10 autobusów komunikacji miejskiej, świadcząc także usługi w tym zakresie.

## Prąd i para
Od 1905 do 1950 Montafonerbahn korzystała z prądu stałego 650 V, co powodowało trudności z przejściem na sieć Arlbergbahn. W 1950 linia została przebudowana na 720 V prądu stałego, a w 1965 na 900 V prądu stałego.
Przez długi czas eksploatowano na Montafonerbahn historyczny skład, ciągnięty przez lokomotywę serii kkStB 178 (92.22). Po uszkodzeniu tej lokomotywy, MBS przekazał ją w ręce właściciela – Muzeum Techniki w Wiedniu.

## Stacje i linie styczne
Kolejne stacje i przystanki na linii, licząc od Bludenz (wraz z kilometrażem):
- Bludenz (0,0 km)
- Bludenz Moos (1,9 km)
- Brunnenfeld (2,7 km)
- Lorüns (4,2 km)
- St. Anton im Montafon (6,9 km)
- Vandans (8,2 km)
- Kaltenbrunnen (10,3 km)
- Tschagguns (11,7 km)
- Schruns (12,7 km) – stacja położona najwyżej na całej linii – 681 m n.p.m.

Przed stacją Tschagguns (posterunek odgałęźny AB Tschagguns – 11,5 km) od linii Montafonerbahn odgałęziała się wąskotorowa linia VIW (Vorarlberger Illwerke) o rozstawie szyn 760 mm, prowadząca do Partenen, w górę doliny Ill. Miała ona charakter wyłącznie przemysłowy – nie prowadzono tu przewozów pasażerskich. Kolej ta została zlikwidowana w 1962.
Ponadto z miejscowości na linii wybiegają koleje linowe:
- Vandans (655 m n.p.m.) – Latschau (1000 m n.p.m.) – Matschwitz (1522 m n.p.m.) – Golm (1893 m n.p.m.) – kolej trójodcinkowa
- Schruns (699 m n.p.m.) – Kapell (1861 m n.p.m. – góra w masywie Hochjoch) – kolej jednoodcinkowa
- Gamprätz (697 m n.p.m.) – Kapell (1855 m n.p.m.) – kolej jednoodcinkowa.